# 中杉久治郎
中杉 久治郎（なかすぎ きゅうじろう、1886年(明治19年)2月28日 - 1980年(昭和55年)11月15日）は、日本の海軍軍人。最終階級は海軍少将。日本海軍の通信諜報専門家である。

## 来歴
奈良県出身。1908年(明治41年)、海軍兵学校を卒業（36期）。席次は191人中13番。同期生に南雲忠一、沢本頼雄、塚原二四三がいる。
軍歴前半
砲術学校、水雷学校の普通科学生を修了し、中尉へ進級。大尉へ進級するまでの三年半の間、9ヵ月間の待命期間がある。大尉時代は第一次世界大戦に参戦。父島特設無線電信所長、臨時南洋群島防備隊特設無線電信所長を歴任した。兵科士官は通常であれば大尉時代に術科学校の高等科や海軍大学校の専修学生を履修するが、中杉はその過程を経ず、1921年（大正10年）軍令部で通信を担当する二班四課への出仕を命じられる。以後2年間連合艦隊司令部附となった時期を除き、ほぼ一貫して軍令部に勤務する。1923年（大正12年）にはポーランド参謀本部の協力によって実施されたソ連暗号の解読講習に参加している。
軍歴後半
日本はワシントン海軍軍縮会議において暗号を解読された経緯があり、昭和初年に外務省、海軍省、陸軍省、逓信省が協力して米、英の外交暗号の解読を成功させた。その後各省での活動が始まり、海軍は1929年（昭和4年）、軍令部二班四課に別室を設けた。
中佐に進級していた中杉はその別室の先任者で、少佐1名、大尉2名、タイピスト3名で米海軍の暗号解読に挑み、二字換字暗号、単一換字暗号の解読に成功した。さらに米国務省の一冊制暗号書の解読にも成果を収めた。中佐時代は四課別室の二名の士官とともに逓信省と暗号解読で協力し、また海大教官を兼務している。1931年（昭和6年）12月、大佐へ進級し海軍省電信課長に就任。翌年には二班四課の後身である四班十課の初代課長（のち四部十一課に名称変更）となり四年半にわたり在任した。同課には対米、対英、対支、対ソの各班が設けられており、対英班の班長には後年連合艦隊情報参謀として実績を残した中島親孝がいた。中杉の在任中、日本海軍は米海軍のヘバン式機械暗号の解読に成功。また米英の在日公館の暗号書盗写を実行し、一時は完全解読に至っている。
1937年（昭和12年）12月1日少将へ昇進。日中戦争勃発に伴い設置された大本営の海軍参謀を務め、1940年（昭和15年）12月予備役に編入された。
太平洋戦争最中の1943年（昭和18年）、通信防衛を担当した四班十一課の初代課長であった、伊藤利三郎少将とともに充員招集を受け軍令部に出仕。予備士官、数学者らと特務班を編成し、米海軍の暗号解読に挑んだが成功しなかった。
1947年（昭和22年）11月28日、公職追放仮指定を受けた。

## 栄典
- 1916年（大正5年）1月21日 - 正七位[6]

## 関連する人物
- 百武晴吉（中杉とともにソ連暗号解読講習に参加）
- 柿本権一郎（4班10課課員）